# Lily Lane
Lily Lane (* 12. August 1987 in Kalifornien, USA) ist eine US-amerikanische Pornodarstellerin.

## Leben
Lane wurde im Bundesstaat Kalifornien als Tochter einer Familie salvadorianischer Abstammung geboren und wuchs zwischen den Städten Burbank und San Francisco auf. Sie heiratete sehr jung, im Alter von 18 Jahren. Die Beziehung endete nicht gut und das Paar ließ sich später scheiden. Nachdem sie diese Beziehung beendet hatte, schickte Lily Lane ihre Fotos an die Produktionsfirma Burning Angel, die daran interessiert war, sie zu haben, und dann debütierte 2012 im Alter von 25 als Pornodarstellerin.
Als Darstellerin hat sie unter anderem für Produktionsfirmen wie Wicked Pictures, Evil Angel, Burning Angel, Elegant Angel, Brazzers, Filly Films, Kink.com, Girlfriends Films, Diabolic, Spizoo, Naughty America und 3rd Degree gearbeitet.
Lily Lane zeichnet sich dadurch aus, dass sie einen großen Teil ihres Körpers tätowiert hat, wodurch sie in der Branche häufig für Produktionen in den Kategorien „Tattoo“ oder Alt porn gecastet wird.
2016 und 2017 erhielt sie Nominierungen bei den AVN Awards in der Kategorie „Beste Gruppensexszene“ für die Filme „Joanna Angel's Making the Band“ und „Cindy: Queen of Hell“. 2017 drehte sie den Film "Gangbang Creampies", in dem sie ihre ersten Doppel-Anal- und Gangbang-Sexszenen.
Im Laufe der Jahre arbeitete Lily Lane mit Joanna Angel an einer beeindruckenden Sammlung von Burning Angel-Produktionen zusammen, darunter Rooftop Lesbians 1: Going Up To Come Down (2013). Der Film wurde bei den AVN Awards 2014 als „Best All-Girl Release“ nominiert. Darüber hinaus spielte Lily Lane in POV Punx 7 (2013), das bei den AVN Awards 2014 als „Best POV Release“ nominiert wurde. Lane spielte auch in Slumber Party Sluts (2014) zu sehen, der bei den AVN Awards 2016 als „Beste Komödie“ nominiert wurde, und in Cum On My Tattoo 6 und 8 (2016–2017) und Squirt or Die (2017), der bei den AVN Awards 2018 als „Bester Nischenfilm“ nominiert wurde.
Lane hat ca. 150.000 Follower auf X (ehem. Twitter).

## Filmografie (Auswahl)
- 2012: P.O.V. Punx 7: The Big Boob Edition
- 2013: Mean Bitches P.O.V. Vol. 13
- 2013: I Fucked My Teacher
- 2014: Strap On Tight - It's A Lesbian Ride!
- 2015: Joanna Angel's Making The Band
- 2015: Inked Angels #5
- 2015: Sexually Explicit 6: Big Titty Tattoo Gonzo
- 2015: Tattooed Anal Sluts #3
- 2016: Anal Ink
- 2016: Device Bondage Vol. 19
- 2016: Cum On My Tattoo 6
- 2016: Whore's Ink 3
- 2016: Cindy Queen Of Hell
- 2017: Tatted Up II
- 2017: Squirt Or Die!
- 2017: Busty Pin-Ups! Vol. 2
- 2017: Chopper Whores
- 2017: Cum On My Tattoo 8
- 2018: Dark Perversions Vol. 6
- 2018: POV Sluts: Anal & Squirt Edition
- 2018: Axel Braun's Inked 4
- 2018: Everything Butt: The Kitchen Sink
- 2018: Gag Reflex 3
- 2018: The Sales Rep
- 2018: My Husband Brought Home His Mistress 11
- 2018: Naughty Tattooed Girls
- 2018: Carnal
- 2018: Tits And Tattoos #2
- 2018: Ink'd Squirt Vol. 2
- 2018: Gangbang Creampie: Ink'd Edition 2
- 2019: My Husband Brought Home His Mistress 14
- 2019: Moms Suck Teens 7
- 2019: A Very Adult Wednesday Addams 3
- 2019: Tattooed Anal Sluts 4
- 2019: Big Tit Tattooed Anal Babes
- 2020: How Dirty Are You?
- 2020: Love My Juggs 2
- 2020: Freaky Milfs 4
- 2021: Sweet Femdom Pegging 3
- 2021: Ink'd MILFs
- 2021: Big Titty MILFs 30

## Auszeichnungen
- 2016: AltPorn Award – Performer of the Year[1]

## Nominierungen
- 2018: ALTPORN AWARDS - Best Punk Shoot, Cum On My Tattoo 8 (2017)
- 2018: ALTPORN AWARDS - Female Performer of the Year
- 2019: ALTPORN AWARDS - Female Performer of the Year
- 2020: ALTPORN AWARDS - Best Female Performer of the Year
- 2014: INKED AWARDS - Feature of the Year
- 2018: INKED AWARDS -  Best Anal Performer
- 2018: INKED AWARDS -  Best Group Scene, Two Girl Anal Threeway (2018)
- 2018: INKED AWARDS -  Best Oral
- 2018: INKED AWARDS -  Female Performer of the Year
- 2018: INKED AWARDS -  Perfect Pussy
- 2019: INKED AWARDS -  Best Anal
- 2019: INKED AWARDS -  Perfect Pussy
- 2014: NightMoves Award - Best Ink
- 2019: XRCO Award - Unsung Siren
- 2020: XRCO Award - Unsung Siren of the Year